# Gerhard Maria Wagner
Gerhard Maria Wagner (ur. 17 lipca 1954 w Wartberg ob der Aist) – austriacki duchowny rzymskokatolicki, mianowany biskupem pomocniczym Linzu w 2009, zrezygnował z przyjęcia sakry biskupiej.

## Życiorys
Święcenia kapłańskie przyjął 10 października 1978.
31 stycznia 2009 został mianowany biskupem pomocniczym Linzu ze stolicą tytularną Zuri, jednak 2 marca 2009 zrezygnował z przyjęcia sakry.